# Peter Rasmussen (arbitro)
Peter Rasmussen (Odense, 15 ottobre 1975) è un arbitro di calcio danese.

## Carriera
Peter Rasmussen diventa arbitro effettivo nel 1994, anno in cui effettua l'esame. La scalata a livello nazionale lo porta a dirigere nella massima serie danese, la SAS Ligaen a partire dalla stagione 2004.
Riceve la nomina ad internazionale il 1º gennaio 2006.
Il 31 maggio 2006 fa il suo esordio in una gara tra nazionali maggiori, dirigendo un'amichevole tra Estonia e Nuova Zelanda.
Nel 2007 è chiamato a dirigere ai campionati europei Under 19 in programma in Austria. Qui dirige due partite della fase a gironi.
Nel 2009 dirige invece ai campionati europei Under 21 in Svezia, anche in questa occasione dirige due partite della fase a gironi.
In questi anni dirige anche diverse gare tra nazionali maggiori, valide per le qualificazioni agli Europei e ai Mondiali.
Dopo aver arbitrato diverse gare in Coppa UEFA (attuale Europa League), arrivando a dirigere due volte un sedicesimo di finale (prima nel 2008 e poi nel 2009), fa il suo esordio nella fase a gironi della UEFA Champions League il 1º novembre 2011, dirigendo una gara tra i bielorussi del BATĖ Borisov e gli italiani dell'Milan.
Il 21 marzo 2013 si apprende del suo ritiro a livello internazionale. Continuerà ad arbitrare esclusivamente in patria, non essendo più in grado di garantire il massimo sforzo richiesto dall'UEFA.